# Christodoulos Kalergis
Christodoulos Kalergis (griego: Χριστόδουλος Καλέργης, 1678-1683 -1740), también conocido como Christodoulos Kallergis. Es uno de los pocos pintores griegos que no eran de Creta o de las Islas Jónicas. Era de las Cícladas. Trabajó en la isla de Mykonos y en la región del Peloponeso. Forma parte del Diafotismos Neo-Hellenikos en el arte y el periodo rococó griego. Emmanuel Skordilis llevó el arte de Creta a las Cícladas. Influyó en Kalergis y en otros artistas locales. La obra más notable de Kalergis es la Virgen con el Niño. Su arte se asemeja a una mezcla del arte bizantino tardío y la maniera greca de influencia veneciana. Se conservan diez de sus pinturas y cuatro frescos. En esta época, otro famoso artista, Nikolaos Kallergis, compartía el mismo apellido.

## Historia
Kalergis nació en la isla de Mykonos. No se sabe mucho sobre su vida. Los historiadores han seguido el rastro de las firmas y las fechas basadas en los frescos de diferentes lugares. Su primera obra fechada fue en Cynuria, en el monasterio de Theotokos Artocostas, hacia 1698. Dos años más tarde estuvo en Megali Vrisi, Laconia, en la Iglesia de Prodromou. En 1706, pintó al fresco la iglesia de Agios Ioannis en Milia, Mesenia. Antes de 1715 pintó al fresco la iglesia de San Nicolás en el castillo de Zarnata. También se encuentra en la región de Mani, cerca de Avia. En 1719, ya estaba de vuelta en las Cícladas, en la isla de Serifos. El artista pintó al fresco el Moni Taxiarchon Serifos. Algunos de sus iconos se encuentran en las islas de Amorgos, Mykonos y Serifos. Aquí hay un ejemplo de sus firmas: διά χειρός εμού Χριστοδούλου Καλλέργη εκ νήσου Μυκόνου.

## Galería

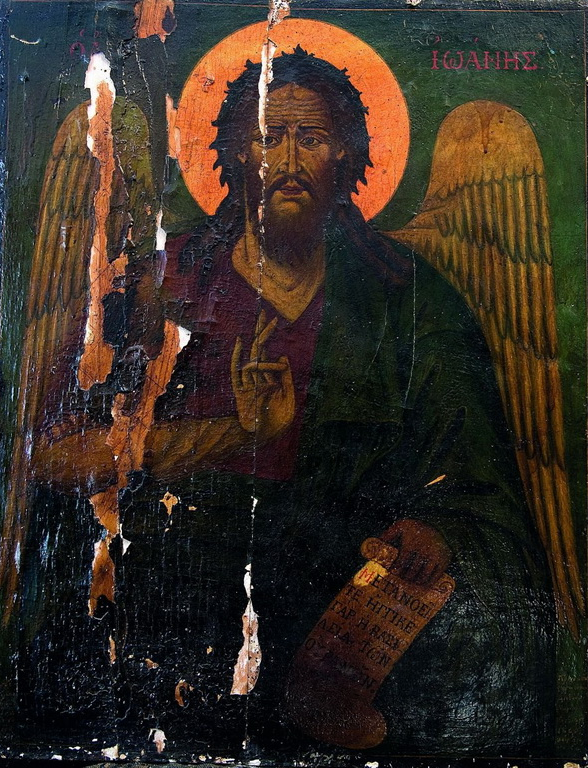
Juan el Bautista
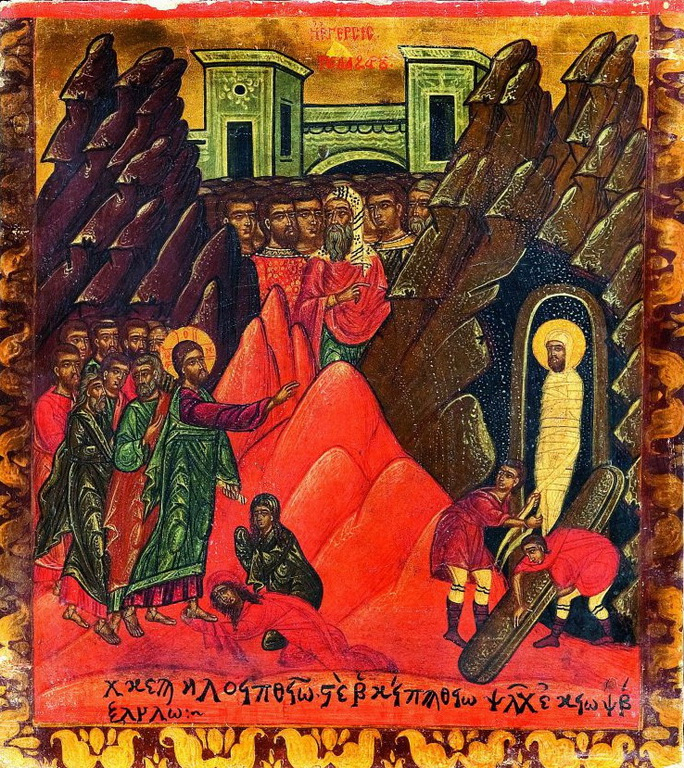
Resucitación de Lázaro
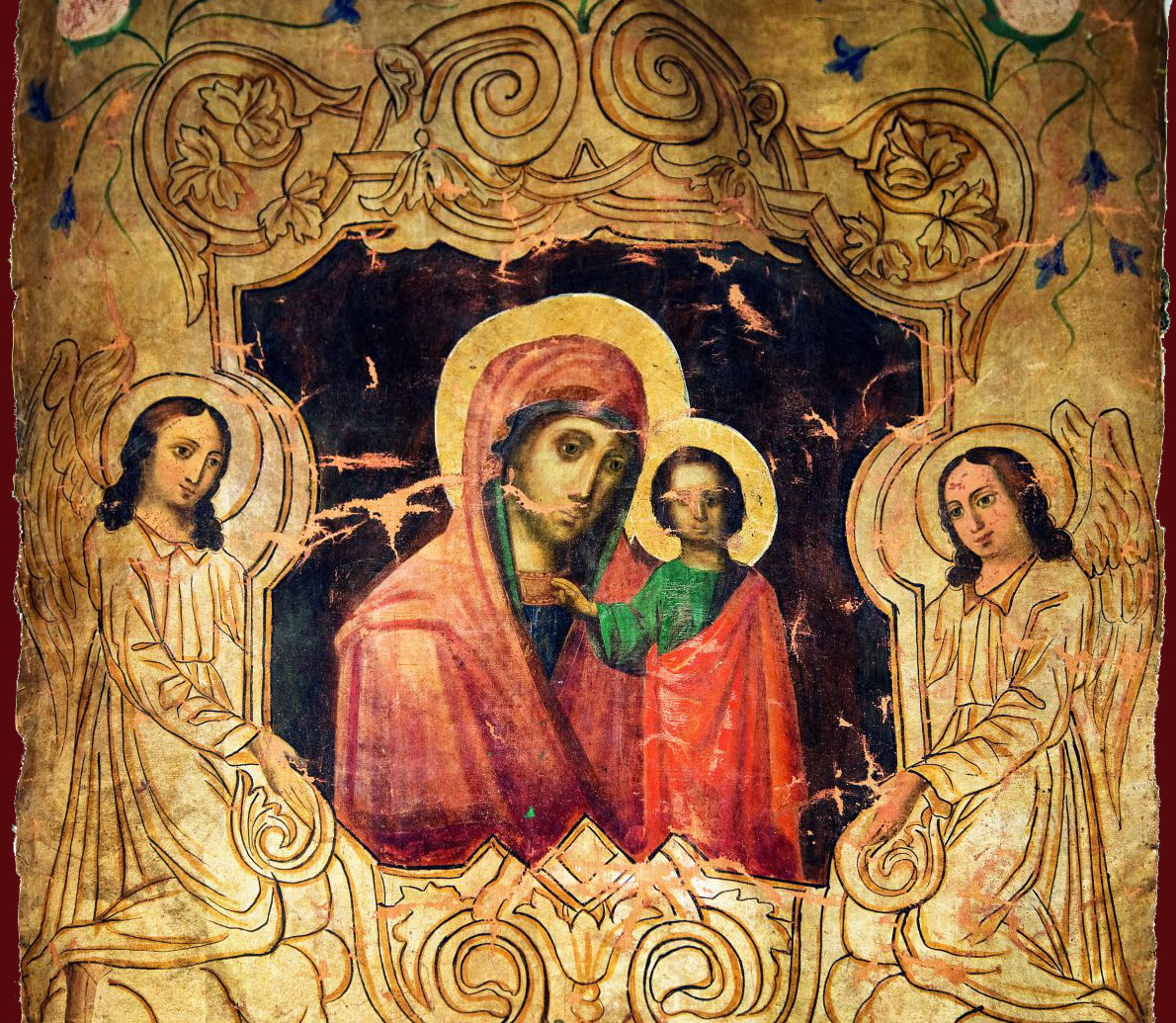
La Virgen con el Niño
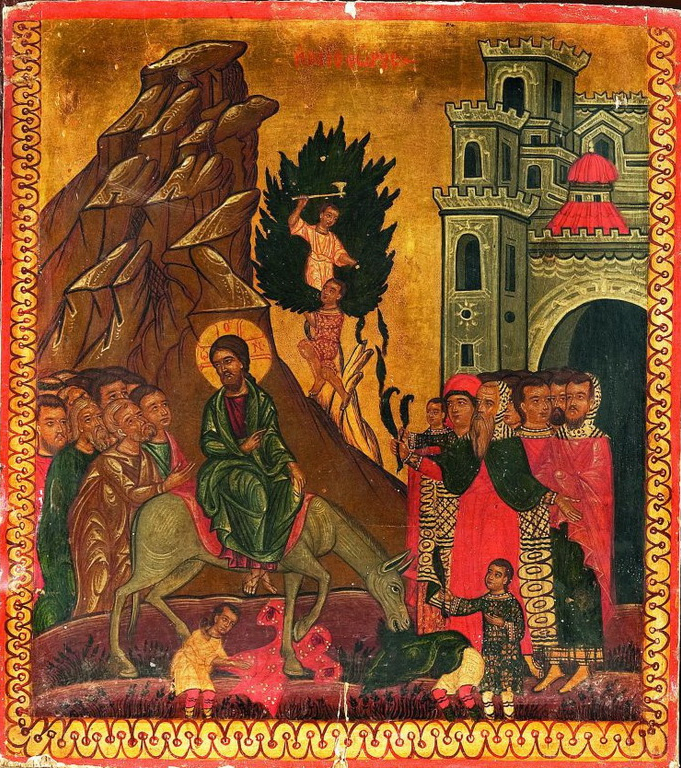
Entrada en Jerusalén